# 쇼섀나 스턴
쇼섀나 스턴(Shoshannah Stern, 1980년 7월 3일 ~ )은 미국의 배우이다.

## 출연 작품
- 더 챈시스 (2016)
- 노 오디너리 히어로: 슈퍼디파이 무비 (2013)
- 더 해머 (2010)
- 나의 말을 지켜봐 - 어느 귀 먼 연예인들의 이야기 (2010)
- 라이 투 미 1 (2009)
- 어드벤처 오브 파워 (2008)
- 제리코 (2006)
- 위즈 시즌1 (2005)
- 라스트 샷 (2004)